# Tsutomu Kawasaki
Tsutomu Kawasaki (崎 努?, Kawasaki Tsutomu; 13 giugno 1969) è un ex pattinatore di short track giapponese.

## Carriera
Come risultato più alto in carriera arrivò a conquistare la medaglia di bronzo nella staffetta 5000 m alle Olimpiadi di Albertville 1992.

## Palmarès

### Giochi olimpici invernali
Albertville 1992: bronzo nella staffetta 5000 m;